# Telestes beoticus
Telestes beoticus là một loài cá vây tia trong họ Cyprinidae.
Nó chỉ được tìm thấy ở Hy Lạp.
Các môi trường sống tự nhiên của chúng là sông, sông có nước theo mùa, và hồ nước ngọt.
Nó bị đe dọa do mất môi trường sống.